# Marian Reszytyło
Marian Reszytyło (ur. 21 lipca 1945 w Łańcucie, zm. 8 listopada 2017) – polski koszykarz występujący na pozycji skrzydłowego, wielokrotny medalista mistrzostw Polski.

## Kariera sportowa
Karierę rozpoczął w Stali Łańcut w 1960, od 1963 do 1975 reprezentował barwy Resovii, z przerwą na służbę wojskową w latach 1965-1967, kiedy to występował w Legii Warszawa. W sezonie 1975/1976 był graczem Unii Tarnów, w latach 1976-1978 reprezentował barwy libijskiej drużyny Al-Mardż.

## Osiągnięcia
Na podstawie, o ile nie zaznaczono inaczej.
Drużynowe
- Mistrz:
  - Polski (1966, 1975)
  - Libii (1977)
- Wicemistrz Polski (1973, 1974)
- Zdobywca pucharu Polski (1974)
- Finalista pucharu Polski (1973)
- Awans do ekstraklasy z Resovią Rzeszów (1971)